# Morti nel 1839
| Questa pagina contiene informazioni ricavate automaticamente dalle voci biografiche con l'ausilio del template Bio e di un bot. L'aggiornamento è periodico e automatico e ricostruisce completamente la pagina. Se manca una persona in questa lista, sei pregato di non aggiungerla, ma accertati piuttosto che la sua voce biografica contenga il template Bio e che i dati anagrafici siano correttamente compilati. Se il template Bio manca, inseriscilo tu stesso o, in alternativa, metti l'avviso {{tmp\|Bio}} che ne segnala la mancanza. Se i dati riportati sono sbagliati, correggi direttamente la voce biografica; le modifiche saranno visibili in questa lista entro pochi giorni. Per chiarimenti vedi il progetto biografie. La lista contiene solo le 218 persone che sono citate nell'enciclopedia e per le quali è stato implementato correttamente il template Bio. Pagina aggiornata al 18 ago 2025. |

## Gennaio(24)
- 2 gennaio - Ekaterina Ivanovna Nelidova, nobildonna russa (n. 1756)
- 2 gennaio - Pietro Tasca, vescovo cattolico italiano (n. 1756)
- 6 gennaio - Michele Obino, rivoluzionario italiano (n. 1769)
- 6 gennaio - Maria d'Orléans, principessa (n. 1813)
- 8 gennaio - Giorgio Andrea Agnès des Geneys, ammiraglio e generale italiano (n. 1761)
- 8 gennaio - Bartolomeo Carrea, scultore italiano (n. 1764)
- 10 gennaio - Giovanni Brandani, fantino italiano (n. 1813)
- 10 gennaio - Christoph von Lieven, generale, diplomatico e principe russo (n. 1774)
- 12 gennaio - Vincenzo Chilone, pittore e scenografo italiano (n. 1758)
- 12 gennaio - Joseph Anton Koch, pittore austriaco (n. 1768)
- 13 gennaio - Francesco Maria De Luca, religioso e arcivescovo cattolico italiano (n. 1754)
- 16 gennaio - Charles Lloyd, poeta inglese (n. 1775)
- 17 gennaio - Friedrich Guimpel, botanico, incisore e illustratore tedesco (n. 1774)
- 17 gennaio - Federico Moretti, chitarrista e militare italiano (n. 1769)
- 17 gennaio - Richard Temple-Nugent-Brydges-Chandos-Grenville, I duca di Buckingham e Chandos, politico britannico (n. 1776)
- 19 gennaio - Luigi Guglielmo d'Assia-Homburg, nobile (n. 1770)
- 19 gennaio - Georg Abraham Schneider, cornista e compositore tedesco (n. 1770)
- 23 gennaio - Jean-François Allard, militare e avventuriero francese (n. 1785)
- 25 gennaio - Paolo Landriani, pittore, scenografo e architetto italiano (n. 1757)
- 26 gennaio - Giulio Renato Litta, ammiraglio e nobile italiano (n. 1763)
- 27 gennaio - Vincenzo Fiorelli, architetto italiano (n. 1752)
- 28 gennaio - William Beechey, pittore inglese (n. 1753)
- 29 gennaio - Elizabeth Sutherland, XIX contessa di Sutherland, nobildonna scozzese (n. 1765)
- 31 gennaio - Salvatore Dal Negro, fisico e presbitero italiano (n. 1768)

## Febbraio(15)
- 1º febbraio - Giuseppe Valadier, architetto e orafo italiano (n. 1762)
- 7 febbraio - Giovanni Conia, abate e poeta italiano (n. 1752)
- 7 febbraio - Karl August Nicander, poeta svedese (n. 1799)
- 10 febbraio - Pedro Romero, torero spagnolo (n. 1754)
- 12 febbraio - Teresa di Meclemburgo-Strelitz, nobile tedesca (n. 1773)
- 16 febbraio - Ludwig Berger, compositore, pianista e insegnante tedesco (n. 1777)
- 17 febbraio - William Adam, politico e avvocato britannico (n. 1751)
- 19 febbraio - Lawrence Dundas, I conte di Zetland, nobile e politico scozzese (n. 1766)
- 20 febbraio - Jean Emile Humbert, militare e archeologo olandese (n. 1771)
- 21 febbraio - Pietro Paoli, matematico italiano (n. 1759)
- 22 febbraio - Michail Michajlovič Speranskij, politico russo (n. 1772)
- 23 febbraio - Raimundo Jose da Cunha Mattos, militare e storico portoghese (n. 1776)
- 24 febbraio - Roch-Ambroise Auguste Bébian, educatore francese (n. 1789)
- 26 febbraio - Angelo Dalmistro, presbitero e letterato italiano (n. 1754)
- 26 febbraio - Sybil Ludington, patriota statunitense (n. 1761)

## Marzo(19)
- 1º marzo - Marina Querini, nobildonna italiana (n. 1757)
- 1º marzo - Luigi Romanelli, librettista italiano (n. 1751)
- 2 marzo - Zerah Colburn, statunitense (n. 1804)
- 5 marzo - Carlotta Napoleona Bonaparte, nobile francese (n. 1802)
- 8 marzo - Adolphe Nourrit, tenore francese (n. 1802)
- 9 marzo - François Antoine Lallemand, generale francese (n. 1774)
- 11 marzo - Bartholomäus Herder, editore tedesco (n. 1774)
- 14 marzo - Ludovico Baille, storico e bibliotecario italiano (n. 1764)
- 15 marzo - Cipriano de Portocarrero, nobile spagnolo (n. 1784)
- 18 marzo - Pietro Manni, medico italiano (n. 1778)
- 20 marzo - Herbert Taylor, ufficiale inglese (n. 1775)
- 20 marzo - Caspar Voght, mercante tedesco (n. 1752)
- 21 marzo - Pietro Paganini, medico italiano (n. 1772)
- 22 marzo - Filippo Maria Albertino Bellenghi, arcivescovo cattolico e naturalista italiano (n. 1757)
- 26 marzo - Jurij Venelin, slavista e etnografo russo (n. 1802)
- 27 marzo - Gaetano Baccari, presbitero e bibliotecario italiano (n. 1752)
- 28 marzo - Giuseppe Siboni, tenore e direttore di coro italiano (n. 1780)
- 29 marzo - Leopold Graf von Rothkirch und Panthen, conte e generale austriaco (n. 1769)
- 31 marzo - Genaro Berón de Astrada, politico e militare argentino (n. 1804)

## Aprile(19)
- 2 aprile - Enrico Milliet di Faverges, generale e nobile italiano (n. 1775)
- 2 aprile - Domenico Tuoc, presbitero vietnamita (n. 1775)
- 7 aprile - Giuseppe Maria Festa, musicista italiano (n. 1771)
- 8 aprile - Maria Maddalena Frescobaldi, nobile italiana (n. 1771)
- 11 aprile - John Galt, scrittore scozzese (n. 1779)
- 11 aprile - Charles-Louis Huguet de Sémonville, politico e diplomatico francese (n. 1759)
- 12 aprile - Mario Gemmellaro, naturalista e geologo italiano (n. 1773)
- 13 aprile - Domenico Ronconi, tenore italiano (n. 1772)
- 13 aprile - Emanuele Taddei, tipografo e giornalista italiano (n. 1771)
- 14 aprile - Heinrich Christian Funck, botanico tedesco (n. 1771)
- 17 aprile - Maria Federica d'Assia-Kassel, nobile (n. 1768)
- 17 aprile - Claudio Salvatore Balzari, pittore italiano (n. 1761)
- 17 aprile - Paolo Vincenzo Bonomini, pittore italiano (n. 1757)
- 21 aprile - Domenico Orlando, vescovo cattolico italiano (n. 1756)
- 22 aprile - Denis Vasil'evič Davydov, poeta e militare russo (n. 1784)
- 22 aprile - Samuel Smith, politico statunitense (n. 1752)
- 23 aprile - Giacomo Paronuzzi, scultore, architetto e restauratore italiano (n. 1801)
- 25 aprile - Godefroy Engelmann, litografo francese (n. 1788)
- 27 aprile - Guillaume André Villoteau, musicologo e etnomusicologo francese (n. 1759)

## Maggio(22)
- 3 maggio - Elizaveta Michajlovna Kutuzova, nobildonna russa (n. 1783)
- 3 maggio - Pehr Henrik Ling, fisioterapista svedese (n. 1776)
- 3 maggio - Ferdinando Paër, compositore italiano (n. 1771)
- 5 maggio - Eduard Gans, giurista e filosofo tedesco (n. 1797)
- 6 maggio - John Batman, esploratore e imprenditore australiano (n. 1801)
- 7 maggio - José María Heredia, poeta cubano (n. 1803)
- 8 maggio - Nicola Intonti, politico italiano (n. 1775)
- 8 maggio - Jan Prosper Witkiewicz, orientalista, esploratore e diplomatico russo (n. 1808)
- 13 maggio - Joseph Fesch, cardinale, diplomatico e arcivescovo cattolico francese (n. 1763)
- 13 maggio - Hugues-Bernard Maret, politico e diplomatico francese (n. 1763)
- 15 maggio - Francesco Chiaffredo Marini, funzionario italiano (n. 1772)
- 16 maggio - Edward Clive, I conte di Powis, politico inglese (n. 1754)
- 18 maggio - Carolina Bonaparte, principessa francese (n. 1782)
- 20 maggio - Ernst zu Münster, politico tedesco (n. 1766)
- 22 maggio - Yisroel ben Shmuel di Shklov, rabbino e religioso lituano (n. 1770)
- 24 maggio - Pietro Gilardoni, architetto e incisore italiano (n. 1763)
- 24 maggio - Agostino Yi Kwang-hon, nobile coreano (n. 1787)
- 24 maggio - Domingo de Ugartechea, militare messicano
- 26 maggio - Antonio Beffa Negrini, militare italiano (n. 1782)
- 28 maggio - Robert Guillaume Dillon, generale francese (n. 1754)
- 30 maggio - Francesco Borghese, nobile, militare e politico italiano (n. 1776)
- 30 maggio - Jean Antoine Verdier, generale francese (n. 1767)

## Giugno(16)
- 2 giugno - Wijnand Nuyen, pittore e incisore olandese (n. 1813)
- 4 giugno - Friedrich Ludwig Kreysig, medico e cardiologo tedesco (n. 1770)
- 7 giugno - Giuseppe Giannuzzi, medico e politico italiano (n. 1769)
- 8 giugno - Aloysia Weber, soprano tedesco (n. 1760)
- 10 giugno - Jacob Munch, pittore norvegese (n. 1776)
- 11 giugno - Regina Strinasacchi, violinista italiana
- 17 giugno - William Bentinck, politico e generale britannico (n. 1774)
- 19 giugno - Joseph Paelinck, pittore belga (n. 1781)
- 22 giugno - Elias Boudinot, imprenditore statunitense (n. 1802)
- 23 giugno - Giuseppe Sala, cardinale italiano (n. 1762)
- 23 giugno - Juan Cruz Varela, poeta, scrittore e drammaturgo argentino (n. 1794)
- 27 giugno - Allan Cunningham, botanico e esploratore inglese (n. 1791)
- 27 giugno - Manuel Vicente Maza, politico e avvocato argentino (n. 1779)
- 27 giugno - Ranjit Singh, sovrano pakistano (n. 1780)
- 30 giugno - Richard Bingham, politico irlandese (n. 1764)
- 30 giugno - Johan Olof Wallin, arcivescovo luterano e poeta svedese (n. 1779)

## Luglio(11)
- 1º luglio - Mahmud II, sultano ottomano (n. 1785)
- 5 luglio - Alibek Khiriyasul, militare (n. 1805)
- 5 luglio - Flora Hastings, nobildonna britannica (n. 1806)
- 8 luglio - Milan Obrenović II di Serbia, sovrano serbo (n. 1819)
- 10 luglio - Fernando Sor, chitarrista e compositore spagnolo (n. 1778)
- 13 luglio - Raghunatha Tondaiman II, sovrano (n. 1798)
- 14 luglio - Claude Henri de Belgrand de Vaubois, generale e politico francese (n. 1748)
- 19 luglio - Maurice de Guérin, poeta francese (n. 1810)
- 20 luglio - Giovanni Battista Yi Kwang-nyol, presbitero coreano (n. 1795)
- 26 luglio - John Cradock, I barone Howden, politico, militare e nobile irlandese (n. 1759)
- 29 luglio - Gaspard de Prony, ingegnere, matematico e musicologo francese (n. 1775)

## Agosto(14)
- 3 agosto - Dorothea Schlegel, scrittrice e traduttrice tedesca (n. 1764)
- 5 agosto - Bhimsen Thapa, politico nepalese (n. 1775)
- 7 agosto - Erasmo Luigi Surlet de Chokier, politico belga (n. 1769)
- 7 agosto - Bernhard von Eskeles, banchiere austriaco (n. 1753)
- 19 agosto - Girolamo Arganini, architetto italiano (n. 1764)
- 19 agosto - Francesco Ignazio Mannu, magistrato italiano (n. 1758)
- 20 agosto - Guglielmo di Nassau, duca (n. 1792)
- 21 agosto - Ignazio Montemagno, vescovo cattolico italiano (n. 1768)
- 22 agosto - Benjamin Lundy, oratore e giornalista statunitense (n. 1789)
- 23 agosto - Charles Philippe Lafont, violinista e compositore francese (n. 1781)
- 25 agosto - Giorgio Bidone, ingegnere e matematico italiano (n. 1781)
- 27 agosto - Aleksandr Odoevskij, poeta, scrittore e rivoluzionario russo (n. 1802)
- 28 agosto - William Smith, geologo inglese (n. 1769)
- 31 agosto - William Wilkins, architetto britannico (n. 1778)

## Settembre(16)
- 3 settembre - Luigi Biondi, scrittore e archeologo italiano (n. 1776)
- 4 settembre - Hendrik Voogd, pittore olandese (n. 1768)
- 7 settembre - Albert Galliton Harrison, politico statunitense (n. 1800)
- 10 settembre - James Maitland Lauderdale, nobile e economista britannico (n. 1759)
- 14 settembre - Giuseppe Mosca, compositore italiano (n. 1772)
- 15 settembre - Henry Singleton, pittore e miniaturista britannico (n. 1766)
- 16 settembre - Ekaterina Nikolaevna Lopuchina, principessa russa (n. 1763)
- 20 settembre - Thomas Bibb, politico statunitense (n. 1783)
- 20 settembre - Thomas Hardy, I baronetto, ufficiale britannico (n. 1769)
- 20 settembre - Matías de Irigoyen, politico argentino (n. 1781)
- 21 settembre - Laurent Imbert, missionario francese (n. 1797)
- 22 settembre - Paolo Chong Hasang, religioso coreano (n. 1794)
- 26 settembre - Girolamo Polcastro, politico e letterato italiano (n. 1763)
- 28 settembre - William Dunlap, scrittore, storico e pittore statunitense (n. 1766)
- 29 settembre - Friedrich Mohs, chimico e mineralogista tedesco (n. 1773)
- 30 settembre - Joseph-François Michaud, storico francese (n. 1767)

## Ottobre(15)
- 2 ottobre - Anna von Baggovut, nobildonna russa (n. 1760)
- 4 ottobre - John Dodd, archettaio inglese (n. 1752)
- 6 ottobre - William Light, militare britannico (n. 1786)
- 7 ottobre - Joachim-Jean-Xavier d'Isoard, cardinale e arcivescovo cattolico francese (n. 1766)
- 10 ottobre - Louis Marie Fontan, drammaturgo e giornalista francese (n. 1801)
- 11 ottobre - Leonor de Almeida Portugal, poetessa e nobildonna portoghese (n. 1750)
- 14 ottobre - Joseph de Croÿ d'Havré, politico e ufficiale francese (n. 1744)
- 19 ottobre - Giuseppe Gaimari, medico e traduttore italiano (n. 1779)
- 20 ottobre - John Russell, VI duca di Bedford, politico inglese (n. 1766)
- 22 ottobre - George Campbell, VI duca di Argyll, politico e nobile scozzese (n. 1768)
- 23 ottobre - Augusto Napoleone Hercolani, VI principe Hercolani, nobile italiano (n. 1821)
- 25 ottobre - Giuseppe Battaglia, presbitero e filosofo italiano (n. 1747)
- 25 ottobre - Vincenzo Tommaso Pirattoni, vescovo cattolico italiano (n. 1764)
- 26 ottobre - Joseph Franz von Jacquin, medico, botanico e chimico austriaco (n. 1766)
- 28 ottobre - Francesco Tiberi, cardinale e arcivescovo cattolico italiano (n. 1773)

## Novembre(12)
- 2 novembre - Henry Trollope, ammiraglio britannico (n. 1756)
- 5 novembre - Simon Bernard, generale, politico e nobile francese (n. 1779)
- 7 novembre - Emmanuele De Gregorio, cardinale e vescovo cattolico italiano (n. 1758)
- 8 novembre - Carlo Maria Viganoni, pittore italiano (n. 1786)
- 9 novembre - Giacomo Barzellotti, medico italiano (n. 1768)
- 10 novembre - Charles Bretagne Marie de La Trémoille, militare francese (n. 1764)
- 15 novembre - Giocondo Albertolli, architetto, decoratore e docente svizzero (n. 1742)
- 17 novembre - Pierre Louis Jean Casimir de Blacas, antiquario e diplomatico francese (n. 1771)
- 20 novembre - Sergio Nigri, compositore e flautista italiano (n. 1804)
- 22 novembre - Giuseppe Grasser, vescovo cattolico italiano (n. 1782)
- 29 novembre - Guglielmina di Sagan, nobile tedesca (n. 1781)
- 30 novembre - Giorgio Gallesio, dirigente pubblico e botanico italiano (n. 1772)

## Dicembre(15)
- 1º dicembre - Jean-Baptiste de Latil, cardinale e arcivescovo cattolico francese (n. 1761)
- 3 dicembre - Federico VI di Danimarca, re danese (n. 1768)
- 4 dicembre - Samuel Butler, vescovo anglicano, filologo classico e pedagogista inglese (n. 1774)
- 5 dicembre - Henry Philip Hope, banchiere olandese (n. 1774)
- 6 dicembre - François Kinson, pittore fiammingo (n. 1771)
- 8 dicembre - Dmitrij Vasil'evič Daškov, politico russo (n. 1789)
- 20 dicembre - Ranieri Gerbi, fisico italiano (n. 1763)
- 21 dicembre - Andrea Dũng Lạc, presbitero vietnamita
- 21 dicembre - Pietro Trương Văn Thi, presbitero vietnamita (n. 1763)
- 23 dicembre - Giuseppe Chialli, scultore italiano (n. 1800)
- 26 dicembre - Laurent Truguet, ammiraglio francese (n. 1752)
- 27 dicembre - Giuseppe Pisani, scultore italiano (n. 1757)
- 29 dicembre - Antonio Nibby, storico, archeologo e topografo italiano (n. 1792)
- 31 dicembre - Pamfil Nazarovič Nazarov, militare e scrittore russo (n. 1792)
- 31 dicembre - Hyacinthe-Louis de Quélen, arcivescovo cattolico francese (n. 1778)

## Senza giorno specificato(20)
- Francesco Angelotti, patriota italiano (n. 1800)
- Violante Camporesi, soprano italiano (n. 1785)
- Donato Carabelli, scultore svizzero (n. 1760)
- Avgust Karlovič Civol'ka, navigatore e esploratore russo (n. 1810)
- Juan Galindo, esploratore e archeologo costaricano (n. 1802)
- Wenzel Robert von Gallenberg, compositore austriaco (n. 1783)
- Marco Gozzi, pittore italiano (n. 1759)
- Joachim Lafarge, banchiere francese (n. 1748)
- Francesco Mazzuoli, pittore e restauratore italiano (n. 1763)
- William Murdoch, ingegnere scozzese (n. 1754)
- Angiolo Nespoli, medico italiano (n. 1786)
- Marie Paradis, arrampicatrice francese (n. 1778)
- Reshid Mehmed Pascià, militare e politico ottomano (n. 1780)
- Carl Robert Schindelmeyer, incisore austriaco
- Esther Stanhope, viaggiatrice e avventuriera britannica (n. 1780)
- George Harvey Vachell, botanico britannico (n. 1799)
- Vittorio Amedeo Vialardi di Verrone, generale italiano (n. 1759)
- John Williams, missionario inglese (n. 1796)
- Jean-Jacques de Sellon, scrittore, filantropo e collezionista d'arte svizzero (n. 1782)
- Pierre le Pelley III (n. 1790)